# Synaemops
Synaemops es un género de arañas cangrejo de la familia Thomisidae. Fue descrito por el zoólogo brasileño Cândido Firmino de Mello-Leitão en 1929.

## Especies
- Synaemops nigridorsi Mello-Leitão, 1929
- Synaemops notabilis Mello-Leitão, 1941
- Synaemops pugilator Mello-Leitão, 1941
- Synaemops rubropunctatus Mello-Leitão, 1929